# Talana (Grecia)
Talana (en griego, Ταλάνα) es el nombre de una antigua ciudad griega de Tesalia. 
La ciudad aparece atestiguada por un testimonio epigráfico del siglo IV a. C. Se trata de una inscripción de Delfos fechada hacia el año 362/1 a. C. de donde se deduce que pertenecía al territorio de los enianes. No es seguro que sea el mismo lugar que el citado en otra inscripción de Etolia del siglo III a. C.
Se desconoce su localización exacta.